# نيلس هولم (مونتير)
نيلس هولم (بالفنلندية: Nils Holm)‏ هو مونتير فنلندي، ولد في 11 يونيو 1922 في هلسنكي في فنلندا، وتوفي في 30 ديسمبر 2009.

## وصلات خارجية
- نيلس هولم على موقع IMDb (الإنجليزية)
- نيلس هولم على موقع قاعدة بيانات الفيلم (الإنجليزية)